# Ickleford
Ickleford is een civil parish in het bestuurlijke gebied North Hertfordshire, in het Engelse graafschap Hertfordshire met 1833 inwoners.